# Hans Kuhn
Hans Kuhn (Berna, 5 de dezembro de 1919 – Troistorrents, Suíça, 25 de novembro de 2012) foi um químico suíço, diretor do Instituto Max Planck de Química Biofísica em Göttingen.

## Formação e carreira
Hans Kuhn estudou química de 1938 a 1942 n Instituto Federal de Tecnologia de Zurique (ETH Zürich) obtendo um diploma de engenheiro químico. Em seguida foi assistente na Universidade de Basileia, onde obteve um doutorado em 1944, orientado por Werner Kuhn, e a habilitação em 1946. De 1946 a 1947 fez um pós-doutorado com Linus Pauling no Instituto de Tecnologia da Califórnia em Pasadena e em 1950 durante alguns meses com Niels Bohr em Copenhague. De 1951 a 1953 foi professor na Universidade de Basileia, de 1953 a 1970 professor e diretor do Instituto de Químico Física na Universidade de Marburgo. De 1970 até aposentar-se em 1985 foi diretor da seção "Molekularer Systemaufbau" no Instituto Max Planck de Química Biofísica em Göttingen.
Fritz Peter Schäfer, Peter Fromherz, Horst-Dieter Försterling, Viola Vogel e Dietmar Möbius foram alunos de Hans Kuhn; Erwin Neher foi assistente em sua seção. Casou com Elsi Hättenschwiler em 1948, e tiveram os filhos Elisabeth, Andreas, Eva e Christoph. Elsi morreu em 2004.

## Prêmios e condecorações
- 1968: membro da Academia Leopoldina[2]
- 1972: Medalha Liebig[2]
- 1972: Literaturpreis des Fonds der Chemischen Industrie (com Horst-Dieter Försterling) por Physikalische Chemie in Experimenten[2]
- 1972: doutor honoris causa da Universidade de Munique[2]
- 1979: Medalha de Ouro Paul Karrer[4]
- 1979: membro da Akademie der Wissenschaften und der Literatur em Mainz[2]
- 1980: Medalha Carl Friedrich Gauß[5]
- 1983: membro correspondente da Braunschweigische Wissenschaftliche Gesellschaft
- 1989: doutor honoris causa da Universidade de Marburgo[6]
- 1991: membro honorário da Deutsche Gesellschaft für Biophysik (DGfB)
- 1992: doutor honoris causa da Universidade do Quebec[2]
- 1994: Medalha Bunsen[2]
- 1997: membro honorário da Schweizerische Chemische Gesellschaft (SCG)[7]

## Obras
- The Electron Gas Theory of the Color of Natural and Artificial Dyes. In: Laszlo Zechmeister (Ed.): Progress in the Chemistry of Organic Natural Products. 16, 169, 1958, p. 404.
- com Horst-Dieter Försterling: Physikalische Chemie in Experimenten. Ein Praktikum. Verlag Chemie, Weinheim 1971, ISBN 3-527-25343-2.
- com Horst-Dieter Försterling: Praxis der Physikalischen Chemie. Grundlagen, Methoden, Experimente. 3.ª Edição Wiley-VCH, Weinheim 1991, ISBN 3-527-28293-9.
- com Dietmar Möbius: Monolayer assemblies. In Investigations of Surfaces and Interfaces. In: Bryant William Rossiter, Roger C. Baetzold (Eds.): Physical Methods of Chemistry Series. Parte B, Capítulo 6, Vol. 9B. 2.ª Edição. Wiley, New York 1993.
- com Horst-Dieter Försterling, David H. Waldeck: Principles of Physical Chemistry. 2.ª Edição. Wiley, Hoboken 2009, ISBN 978-0-470-08964-4.